# 精神文明建设
精神文明建设在中國近代發展的語境中是改革開放新詞語， 將精神文明与物質文明並列，构成两種文明理論、政策語彙。該詞正式發表于1982年9月1日至11日在北京召開的中共十二大。1986年9月28日，在北京舉行的中共十二屆六中全會通过了《中共中央关于社会主义精神文明建设指导方针的决议》，其中明确指出「社会主义精神文明建设的根本任务，是适应社会主义现代化建设的需要，培养有理想、有道德、有文化、有纪律的社会主义公民，提高整个中华民族的思想道德素质和科学文化素质。」。改革開放後，素質教育、愛國主義教育、三觀等一系列理論、政策均是精神文明建设的重要組成部分。 

## 精神文明
精神文明是指人類在社會歷史發展過程中所創造的，體現人類文明進步的情況。是人類智慧、道德的進步成果。各个国家的历史文化存在差异，因此各个国家的精神文明也存在较大的差异。中國內地為了加強及控制精神文明，設立了中央精神文明建設指導委員會，以強調不能只注重物質文明忽略了精神文明。

## 物质文明
人类在社会历史发展过程中所创造的，体现社会生产力发展进步的物质成果。
物质文明是一个国家综合实力的最主要的内容，现今国际通行的衡量标准有国内生产总值（GDP），国民生产总值(GNP)等。